# 萨瓦斯河
萨瓦斯河（法語：Savasse，法語發音：[savas]）是法国奥弗涅-罗讷-阿尔卑斯大区德龙省与伊泽尔省的河流，是伊泽尔河的右支流，长24.27千米，发源自圣安托万拉拜，于伊泽尔河畔罗芒流入伊泽尔河。